# 会城门桥
39°53′45″N 116°19′23″E / 39.895724°N 116.322983°E

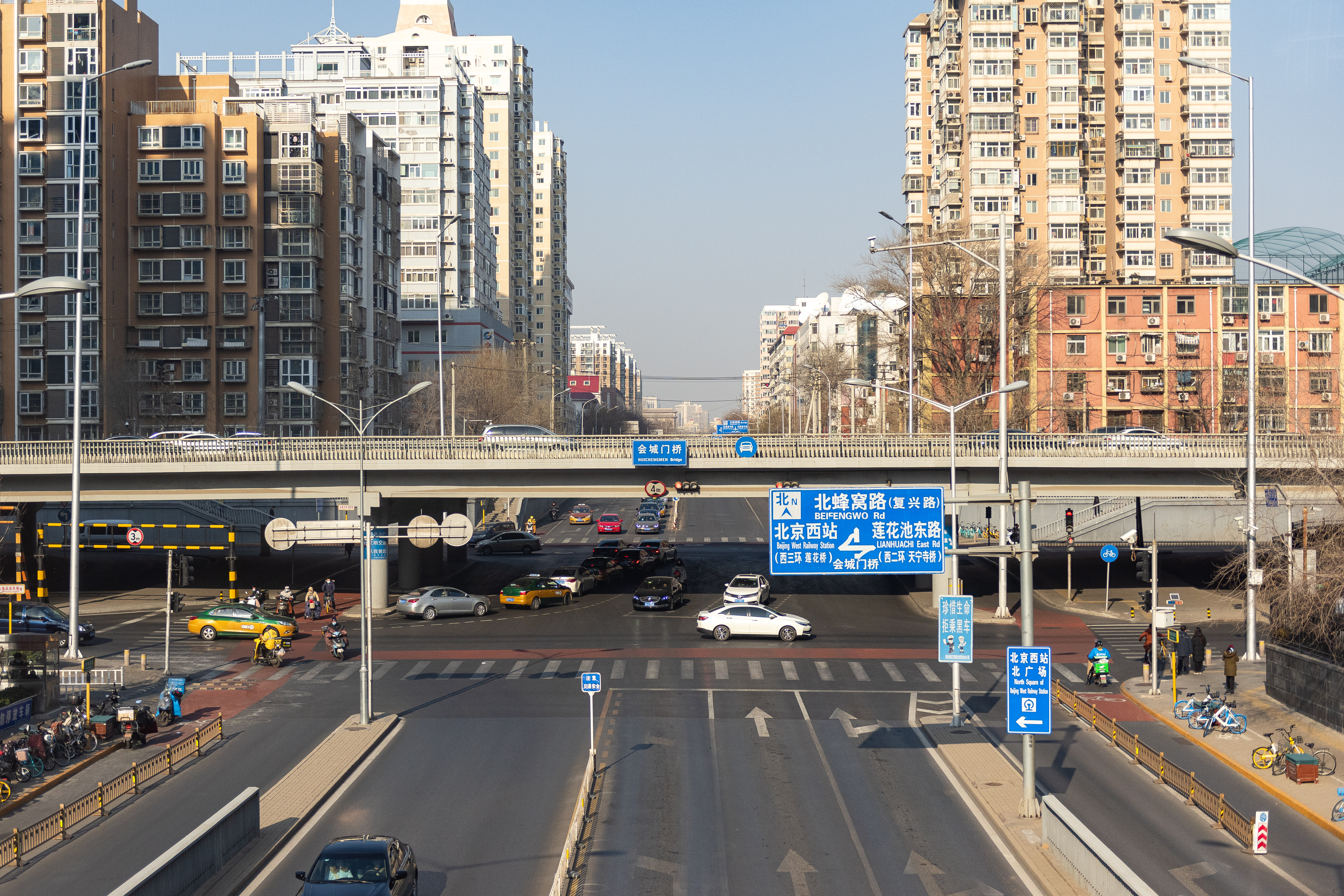
会城门桥（拍摄自京九铁路）

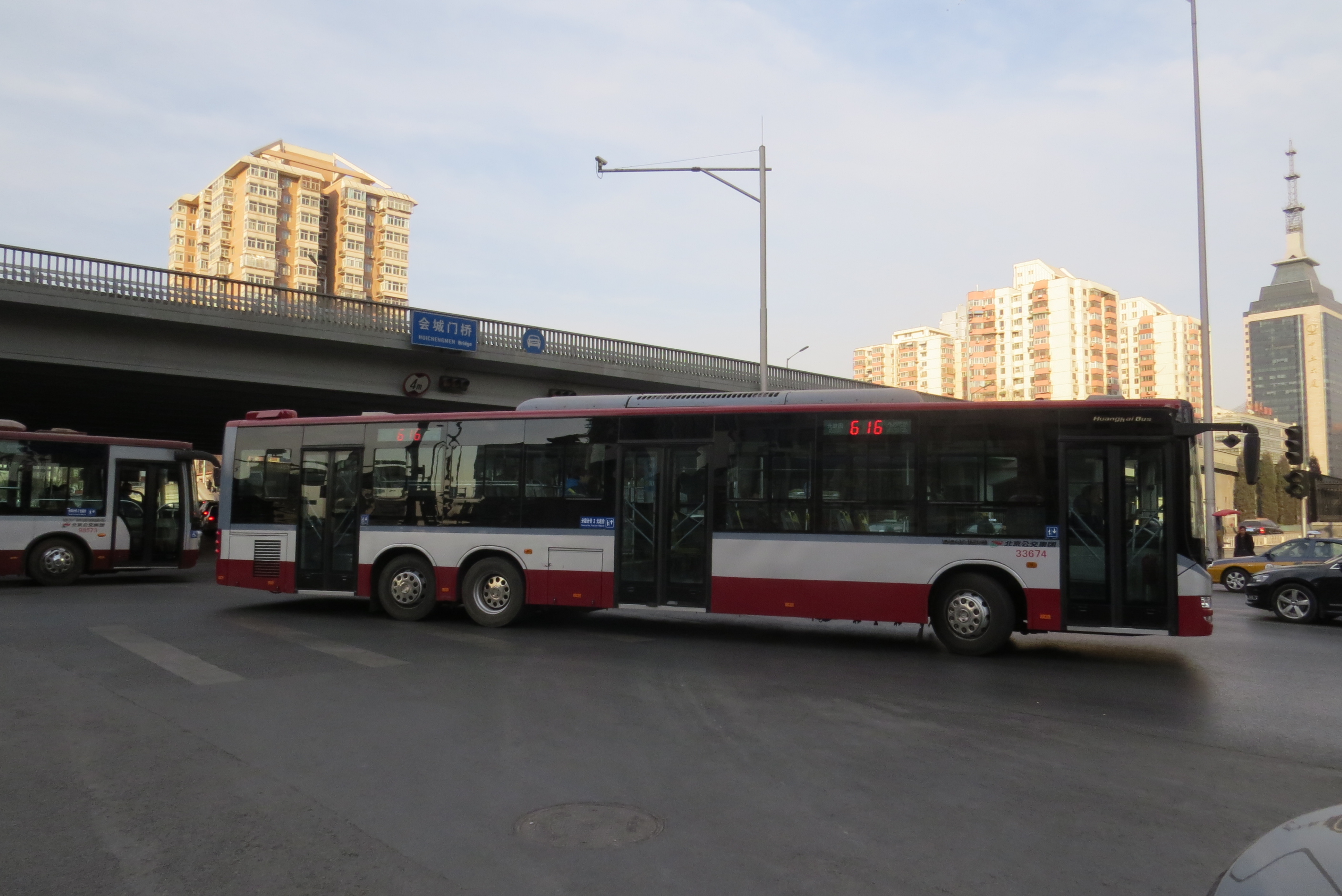
一辆丹东黄海DD6141S02型客车在会城门桥下转弯

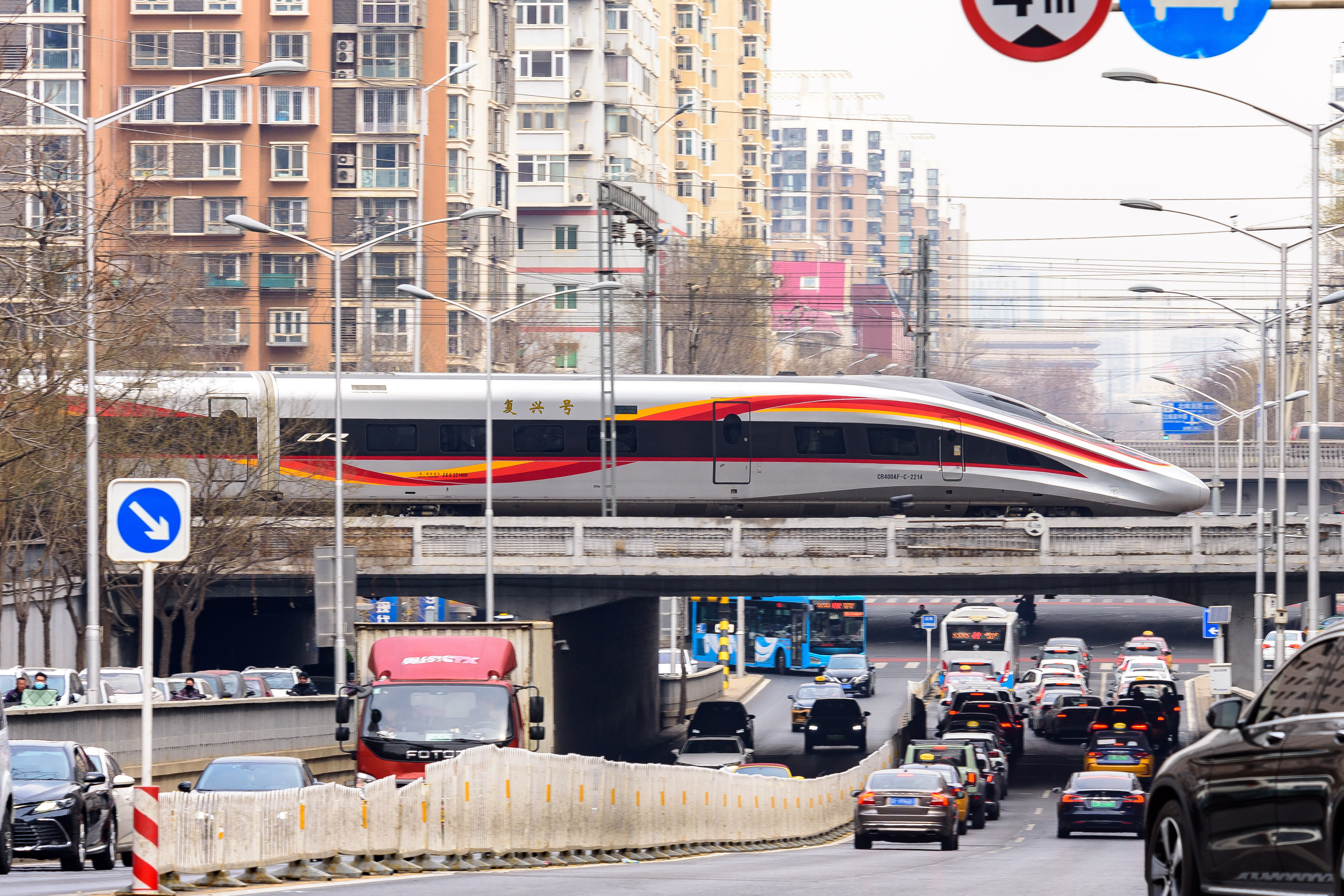
一列CR400AF-C型电力动车组行驶在会城门铁路桥上

会城门桥位于北京市西城区和海淀区交界处，是莲花池东路（东西向）和北蜂窝路－南蜂窝路（南北向）交汇处的一座立交桥，以金中都北城墙西端的城门会城门命名。该桥为一座东西向梁式桥，桥长135.0米，宽35.0米。于1995年建成。其南侧有京九铁路的铁路桥，东南侧曾有京汉铁路西便门站，但已于1992年修建北京西站时拆除，目前北京市重点站区管理委员会在会城门桥东南角的天莲大厦办公。